# Constitution de l'État de Peleliu
Lire en ligne

Voir sur wikisource (fr)

La constitution de Peleliu est le texte fondamental de l'État de Peleliu, aux Palaos.

## Contenu
La Constitution est composée d'un préambule et de treize articles.
Le premier article définit la juridiction et le territoire de Peleliu.
L'article 2 établit la supériorité de la constitution dans l’État.
L'article 3 définit les « personne[s] de Peleliu », c'est-à-dire, en l'absence de citoyenneté, les personnes ayant un lien avec l’État. Ce lien peut prendre deux formes possibles : soit la personne a pour ancêtre biologique un membre de l'un des clans reconnus de Peleliu, soit la personne a été intégré à l'un des clans de l’État conformément à leurs coutumes et traditions.
L'article 4 fait référence aux droits fondamentaux et traditionnels prévus dans la Constitution des Palaos.
L'article 5, titré « Conservation et développement des ressources », abordent plusieurs questions dont : la protection de l'environnement, la sécurité, la santé, le bien-être et la propriété ; le système éducatif, primaire et secondaire ; la propriété des fonds marins et leur exploitation dans la juridiction de l’État et la pêche et la recherche dans les zones marines.
L'article 6 concerne les suffrages et les élections.
L'article 7, sur le pouvoir exécutif, établit la fonction de gouverneur de Peleliu. La Constitution ne crée pas de fonction de lieutenant-gouverneur. Le mandat de gouverneur est de trois ans, renouvelable trois fois consécutivement au maximum.
L'article 8 établit la Législature de Peleliu. Elle est composée de 15 membres : 5 chefs des villages composant l’État, et 10 membres élus pour trois ans (5 dans tout l’État, 5 autres élus dans chacun des villages). Elle n'établit pas de Conseil des chefs, ceux-ci étant directement membre de la Législature.
L'article 9 intègre le système judiciaire peleliutien dans le système judiciaire unifié des Palaos. L'article dispose toutefois que l’État peut créer une Cour des traditions et des coutumes.
L'article 10 concerne les finances de l’État.
L'article 11 contient les dispositions générales. Ainsi, la section 1 dispose que la capitale provisoire de l’État est Kloulklubed. Les villages de l’État sont également cités, il s'agit de : Ngerdelolk, Ngesias, Ngerchol, Ngerkeukl et Teliu. Les langues paluane et anglaise sont les langues officielles, bien que l'anglais a la primauté en cas de conflit d'interprétation des lois. L'article contient également d'autres dispositions diverses liées à la propriété publique ou les substances dangereuses.
L'article 12 concerne les amendements à la Constitution.
Enfin, l'article 13 fixe la date d'entrée en vigueur de la constitution et la période de transition.

## Sources

## Compléments